# Пете Парконен
Пете Парконен (фин.Pete Parkkonen, Пихтипудас, 8. фебруар 1990) је фински поп рок певач који се прославио у финској верзији програма Идол. Пева и на финском и на енглеском језику. Његов деда је био Пјер Расин, црначки француски музичар пореклом са Мартиника, те је Пете изјавио да је као дечак био дискримисан и малтретиран због тамније боје коже. Парконен има сина, рођеног 2015. године са певачицом Јоханом вон Херцен.

## Дискографија

### Албуми
- The First Album (2009)
- I'm an Accident (2010)
- Pete Parkkonen (2014)
- Pete (2018)[1]

### Синглови
- Girl in a Uniform
- The Final Day
- Minute Is a Lifetime
- I'm an Accident
- Mitä minä sanoin
- Mun
- Kohta sataa[2]
- Myyty
- Mä haluun sut tänään
- Voimaa ja valoa
- Portaat
- Pure mua
- Joulurauhaa